# Moe Irvin
Maurice "Moe" Irvin est un  acteur de cinéma et de télévision américain surtout connu pour son rôle de l'infirmier Tyler Christian dans la série télévisée Grey's Anatomy.
Il a fait de nombreuses apparitions dans des séries télévisées tels que Alias, Dernier Recours et V.I.P..

## Filmographie

### Cinéma
- 2002 : Bulldong de Damon Stout : Kidd
- 2005 : The Helix... Loaded de A. Raven Cruz : Tyrone
- 2007 : Hush: A Film by Eva Minemar (Court métrage) d'Eva Minemar : Husband
- 2008 : Hummingbird (Court métrage) d'Eric DelaBarre : Michael

### Télévision
- 2000 : The Human Quality (Vidéo) de George Blumetti et Kay Cole : Alien
- 2001 : Con Games (Vidéo) de Jefferson Edward Donald : Eddie Long
- 2001 : Alias (Série télévisée) : Man in the Couple
- 2002 : V.I.P. (Série télévisée) : Flea
- 2002 : Shakedown (Vidéo) de Brian Katkin : J
- 2004 : The Yesterday Show with John Kerwin (Série télévisée) : Don cornelius
- 2005 - 2011 : Grey's Anatomy (Série télévisée) : Infirmier Tyler Christian
- 2006 : Dernier Recours (In Justice) (Série télévisée) : Errol Fisher
- 2007 : Killer Weekend (Vidéo) de Rob Walker : Bo
- 2008 - 2010 : Les Experts : Manhattan (CSI: NY) (Série télévisée) : DEA Agent Dewey / Melvin La Grange
- 2009 : The Bo-Bo & Skippy Show (Série télévisée) : Flipzo
- 2010 : NCIS : Los Angeles (Série télévisée) : Tommy Bishop
- 2011 : The Event (Série télévisée) : Tech #2
- 2011 : Santa Preys for X-mas (Vidéo) : D.J. Markuson
- 2018 : Esprits criminels (Série télévisée) : Thomas Wheeler, chef de la police de La Nouvelle-Orléans